# Himalalta
Himalalta là một chi bọ cánh cứng trong họ Chrysomelidae.
Chi này được miêu tả khoa học năm 1990 bởi Medvedev.

## Các loài
Các loài trong chi này gồm:
- Himalalta brevicornis Medvedev, 1990
- Himalalta striata Medvedev, 1990